# Tour del Benelux 2023
El Tour del Benelux de 2023 (oficialment Renewi Tour 2023) fou la 18a edició de la cursa ciclista del Tour del Benelux. La cursa tingué lloc a Bèlgica, a excepció de la segona etapa que tingué lloc als Països Baixos, i començà a Blankenberge el 23 d'agost de 2023 i finalitzà a Bilzen el 27 d'agost. La cursa fou el 29è esdeveniment de l'UCI World Tour 2023.

## Equips
Els 18 equips UCI WorldTeam i 4 equips UCI ProTeam participaren en aquesta edició del Tour de Benelux, sent així un total de 22 equips:
| WorldTeams (18)- AG2R Citroën Team - Alpecin-Deceuninck - Astana Qazaqstan Team - Bahrain Victorious - Bora-Hansgrohe - Cofidis - EF Education-EasyPost - Groupama-FDJ - Ineos Grenadiers - Intermarché-Circus-Wanty - Jumbo-Visma - Movistar Team - Soudal Quick-Step - Arkéa-Samsic - Team DSM-Firmenich - Team Jayco AlUla - Lidl-Trek - UAE Team Emirates ProTeams (4)- Bingoal WB - Israel-Premier Tech - Lotto Dstny - Team Flanders-Baloise |
| |

## Etapes
El recorregut total fou de 735.9 kilòmetres, repartits entre 5 etapes.
| Etapa    | Data      | Ciutats d'etapa         | type                      | Distància (km) | Vencedor de l'etapa | Líder de la general |
| -------- | --------- | ----------------------- | ------------------------- | -------------- | ------------------- | ------------------- |
| 1a etapa | 23 de ago | Blankenberge – Ardooie  | etapa plana               | 182,9          | Jasper Philipsen    | Jasper Philipsen    |
| 2a etapa | 24 de ago | Sluis – Sluis           | contrarellotge individual | 13,6           | Joshua Tarling      | Joshua Tarling      |
| 3a etapa | 25 de ago | Aalter – Geraardsbergen | etapa accidentada         | 171,2          | Mike Teunissen      | Tim Wellens         |
| 4a etapa | 26 de ago | Beringen – Peer         | etapa plana               | 179,4          | Sam Welsford        | Tim Wellens         |
| 5a etapa | 27 de ago | Riemst – Bilzen         | etapa accidentada         | 187,3          | Matej Mohorič       | Tim Wellens         |

### Etapa 1
| \| Classificació de l'etapa \| Classificació de l'etapa \| Classificació de l'etapa \| Classificació de l'etapa \| Classificació de l'etapa \| \| Corredor \| Corredor \| Equip \| Temps \| \| \| ------------------------ \| ------------------------ \| ------------------------ \| ------------------------ \| ------------------------ \| \| 1r \| Jasper Philipsen \| Alpecin-Deceuninck \| 3h 51' 33" \| \| \| 2n \| Tim Merlier \| Soudal Quick-Step \| + 0" \| \| \| 3r \| Olav Kooij \| Jumbo-Visma \| + 0" \| \| \| 4t \| Arnaud De Lie \| Lotto Dstny \| + 0" \| \| \| 5è \| Dylan Groenewegen \| Team Jayco AlUla \| + 0" \| \| \| 6è \| Matteo Trentin \| UAE Team Emirates \| + 0" \| \| \| 7è \| Laurence Pithie \| Groupama-FDJ \| + 0" \| \| \| 8è \| Arne Marit \| Intermarché-Circus-Wanty \| + 0" \| \| \| 9è \| Elia Viviani \| Ineos Grenadiers \| + 0" \| \| \| 10è \| Clément Russo \| Arkéa-Samsic \| + 0" \| \| |                   |                          |            |
| |                   |                          |            |
| Font: ProCyclingStats |                   |                          |            |
| Classificació de l'etapa |                   |                          |            |
| Corredor | Corredor          | Equip                    | Temps      |
| 1r | Jasper Philipsen  | Alpecin-Deceuninck       | 3h 51' 33" |
| 2n | Tim Merlier       | Soudal Quick-Step        | + 0"       |
| 3r | Olav Kooij        | Jumbo-Visma              | + 0"       |
| 4t | Arnaud De Lie     | Lotto Dstny              | + 0"       |
| 5è | Dylan Groenewegen | Team Jayco AlUla         | + 0"       |
| 6è | Matteo Trentin    | UAE Team Emirates        | + 0"       |
| 7è | Laurence Pithie   | Groupama-FDJ             | + 0"       |
| 8è | Arne Marit        | Intermarché-Circus-Wanty | + 0"       |
| 9è | Elia Viviani      | Ineos Grenadiers         | + 0"       |
| 10è | Clément Russo     | Arkéa-Samsic             | + 0"       |

| \| Classificació general \| Classificació general \| Classificació general \| Classificació general \| Classificació general \| \| Corredor \| Corredor \| Equip \| Temps \| \| \| --------------------- \| --------------------- \| --------------------- \| --------------------- \| --------------------- \| \| 1r \| Jasper Philipsen \| Alpecin-Deceuninck \| 3h 51' 43" \| \| \| 2n \| Alessandro Covi \| UAE Team Emirates \| + 2" \| \| \| 3r \| Tim Merlier \| Soudal Quick-Step \| + 4" \| \| \| 4t \| Jonas Rutsch \| EF Education-EasyPost \| + 5" \| \| \| 5è \| Ceriel Desal \| Bingoal WB \| + 5" \| \| \| 6è \| Olav Kooij \| Jumbo-Visma \| + 6" \| \| \| 7è \| Arnaud De Lie \| Lotto Dstny \| + 10" \| \| \| 8è \| Dylan Groenewegen \| Team Jayco AlUla \| + 10" \| \| \| 9è \| Matteo Trentin \| UAE Team Emirates \| + 10" \| \| \| 10è \| Laurence Pithie \| Groupama-FDJ \| + 10" \| \| |                   |                       |            |
| |                   |                       |            |
| Font: ProCyclingStats |                   |                       |            |
| Classificació general |                   |                       |            |
| Corredor | Corredor          | Equip                 | Temps      |
| 1r | Jasper Philipsen  | Alpecin-Deceuninck    | 3h 51' 43" |
| 2n | Alessandro Covi   | UAE Team Emirates     | + 2"       |
| 3r | Tim Merlier       | Soudal Quick-Step     | + 4"       |
| 4t | Jonas Rutsch      | EF Education-EasyPost | + 5"       |
| 5è | Ceriel Desal      | Bingoal WB            | + 5"       |
| 6è | Olav Kooij        | Jumbo-Visma           | + 6"       |
| 7è | Arnaud De Lie     | Lotto Dstny           | + 10"      |
| 8è | Dylan Groenewegen | Team Jayco AlUla      | + 10"      |
| 9è | Matteo Trentin    | UAE Team Emirates     | + 10"      |
| 10è | Laurence Pithie   | Groupama-FDJ          | + 10"      |

### Etapa 2
| \| Classificació de l'etapa \| Classificació de l'etapa \| Classificació de l'etapa \| Classificació de l'etapa \| Classificació de l'etapa \| \| Corredor \| Corredor \| Equip \| Temps \| \| \| ------------------------ \| ------------------------ \| ------------------------ \| ------------------------ \| ------------------------ \| \| 1r \| Joshua Tarling \| Ineos Grenadiers \| 15' 05" \| \| \| 2n \| Tim Wellens \| UAE Team Emirates \| + 14" \| \| \| 3r \| Yves Lampaert \| Soudal Quick-Step \| + 18" \| \| \| 4t \| Jasper Stuyven \| Lidl-Trek \| + 19" \| \| \| 5è \| Florian Vermeersch \| Lotto Dstny \| + 21" \| \| \| 6è \| Kasper Asgreen \| Soudal Quick-Step \| + 21" \| \| \| 7è \| Daan Hoole \| Lidl-Trek \| + 23" \| \| \| 8è \| Mikkel Bjerg \| UAE Team Emirates \| + 24" \| \| \| 9è \| Tobias Foss \| Jumbo-Visma \| + 25" \| \| \| 10è \| Matej Mohorič \| Bahrain Victorious \| + 26" \| \| |                    |                    |         |
| |                    |                    |         |
| Font: ProCyclingStats |                    |                    |         |
| Classificació de l'etapa |                    |                    |         |
| Corredor | Corredor           | Equip              | Temps   |
| 1r | Joshua Tarling     | Ineos Grenadiers   | 15' 05" |
| 2n | Tim Wellens        | UAE Team Emirates  | + 14"   |
| 3r | Yves Lampaert      | Soudal Quick-Step  | + 18"   |
| 4t | Jasper Stuyven     | Lidl-Trek          | + 19"   |
| 5è | Florian Vermeersch | Lotto Dstny        | + 21"   |
| 6è | Kasper Asgreen     | Soudal Quick-Step  | + 21"   |
| 7è | Daan Hoole         | Lidl-Trek          | + 23"   |
| 8è | Mikkel Bjerg       | UAE Team Emirates  | + 24"   |
| 9è | Tobias Foss        | Jumbo-Visma        | + 25"   |
| 10è | Matej Mohorič      | Bahrain Victorious | + 26"   |

| \| Classificació general \| Classificació general \| Classificació general \| Classificació general \| Classificació general \| \| Corredor \| Corredor \| Equip \| Temps \| \| \| --------------------- \| --------------------- \| --------------------- \| --------------------- \| --------------------- \| \| 1r \| Joshua Tarling \| Ineos Grenadiers \| 4h 06' 58" \| \| \| 2n \| Tim Wellens \| UAE Team Emirates \| + 14" \| \| \| 3r \| Yves Lampaert \| Soudal Quick-Step \| + 18" \| \| \| 4t \| Jasper Stuyven \| Lidl-Trek \| + 19" \| \| \| 5è \| Kasper Asgreen \| Soudal Quick-Step \| + 21" \| \| \| 6è \| Florian Vermeersch \| Lotto Dstny \| + 21" \| \| \| 7è \| Daan Hoole \| Lidl-Trek \| + 23" \| \| \| 8è \| Mikkel Bjerg \| UAE Team Emirates \| + 24" \| \| \| 9è \| Tobias Foss \| Jumbo-Visma \| + 25" \| \| \| 10è \| Matej Mohorič \| Bahrain Victorious \| + 26" \| \| |                    |                    |            |
| |                    |                    |            |
| Font: ProCyclingStats |                    |                    |            |
| Classificació general |                    |                    |            |
| Corredor | Corredor           | Equip              | Temps      |
| 1r | Joshua Tarling     | Ineos Grenadiers   | 4h 06' 58" |
| 2n | Tim Wellens        | UAE Team Emirates  | + 14"      |
| 3r | Yves Lampaert      | Soudal Quick-Step  | + 18"      |
| 4t | Jasper Stuyven     | Lidl-Trek          | + 19"      |
| 5è | Kasper Asgreen     | Soudal Quick-Step  | + 21"      |
| 6è | Florian Vermeersch | Lotto Dstny        | + 21"      |
| 7è | Daan Hoole         | Lidl-Trek          | + 23"      |
| 8è | Mikkel Bjerg       | UAE Team Emirates  | + 24"      |
| 9è | Tobias Foss        | Jumbo-Visma        | + 25"      |
| 10è | Matej Mohorič      | Bahrain Victorious | + 26"      |

### Etapa 3
| \| Classificació de l'etapa \| Classificació de l'etapa \| Classificació de l'etapa \| Classificació de l'etapa \| Classificació de l'etapa \| \| Corredor \| Corredor \| Equip \| Temps \| \| \| ------------------------ \| ------------------------ \| ------------------------ \| ------------------------ \| ------------------------ \| \| 1r \| Mike Teunissen \| Intermarché-Circus-Wanty \| 3h 40' 17" \| \| \| 2n \| Tim Wellens \| UAE Team Emirates \| + 0" \| \| \| 3r \| Axel Zingle \| Cofidis \| + 0" \| \| \| 4t \| Marc Hirschi \| UAE Team Emirates \| + 0" \| \| \| 5è \| Arnaud De Lie \| Lotto Dstny \| + 0" \| \| \| 6è \| Fred Wright \| Bahrain Victorious \| + 0" \| \| \| 7è \| Gianni Vermeersch \| Alpecin-Deceuninck \| + 0" \| \| \| 8è \| Matej Mohorič \| Bahrain Victorious \| + 0" \| \| \| 9è \| Yves Lampaert \| Soudal Quick-Step \| + 0" \| \| \| 10è \| Jasper De Buyst \| Lotto Dstny \| + 0" \| \| |                   |                          |            |
| |                   |                          |            |
| Font: ProCyclingStats |                   |                          |            |
| Classificació de l'etapa |                   |                          |            |
| Corredor | Corredor          | Equip                    | Temps      |
| 1r | Mike Teunissen    | Intermarché-Circus-Wanty | 3h 40' 17" |
| 2n | Tim Wellens       | UAE Team Emirates        | + 0"       |
| 3r | Axel Zingle       | Cofidis                  | + 0"       |
| 4t | Marc Hirschi      | UAE Team Emirates        | + 0"       |
| 5è | Arnaud De Lie     | Lotto Dstny              | + 0"       |
| 6è | Fred Wright       | Bahrain Victorious       | + 0"       |
| 7è | Gianni Vermeersch | Alpecin-Deceuninck       | + 0"       |
| 8è | Matej Mohorič     | Bahrain Victorious       | + 0"       |
| 9è | Yves Lampaert     | Soudal Quick-Step        | + 0"       |
| 10è | Jasper De Buyst   | Lotto Dstny              | + 0"       |

| \| Classificació general \| Classificació general \| Classificació general \| Classificació general \| Classificació general \| \| Corredor \| Corredor \| Equip \| Temps \| \| \| --------------------- \| --------------------- \| ------------------------ \| --------------------- \| --------------------- \| \| 1r \| Tim Wellens \| UAE Team Emirates \| 7h 47' 16" \| \| \| 2n \| Yves Lampaert \| Soudal Quick-Step \| + 24" \| \| \| 3r \| Florian Vermeersch \| Lotto Dstny \| + 26" \| \| \| 4t \| Jasper Stuyven \| Lidl-Trek \| + 30" \| \| \| 5è \| Fred Wright \| Bahrain Victorious \| + 30" \| \| \| 6è \| Marc Hirschi \| UAE Team Emirates \| + 31" \| \| \| 7è \| Matej Mohorič \| Bahrain Victorious \| + 33" \| \| \| 8è \| Mike Teunissen \| Intermarché-Circus-Wanty \| + 34" \| \| \| 9è \| Axel Zingle \| Cofidis \| + 36" \| \| \| 10è \| Michał Kwiatkowski \| Ineos Grenadiers \| + 38" \| \| |                    |                          |            |
| |                    |                          |            |
| Font: ProCyclingStats |                    |                          |            |
| Classificació general |                    |                          |            |
| Corredor | Corredor           | Equip                    | Temps      |
| 1r | Tim Wellens        | UAE Team Emirates        | 7h 47' 16" |
| 2n | Yves Lampaert      | Soudal Quick-Step        | + 24"      |
| 3r | Florian Vermeersch | Lotto Dstny              | + 26"      |
| 4t | Jasper Stuyven     | Lidl-Trek                | + 30"      |
| 5è | Fred Wright        | Bahrain Victorious       | + 30"      |
| 6è | Marc Hirschi       | UAE Team Emirates        | + 31"      |
| 7è | Matej Mohorič      | Bahrain Victorious       | + 33"      |
| 8è | Mike Teunissen     | Intermarché-Circus-Wanty | + 34"      |
| 9è | Axel Zingle        | Cofidis                  | + 36"      |
| 10è | Michał Kwiatkowski | Ineos Grenadiers         | + 38"      |

### Etapa 4
| \| Classificació de l'etapa \| Classificació de l'etapa \| Classificació de l'etapa \| Classificació de l'etapa \| Classificació de l'etapa \| \| Corredor \| Corredor \| Equip \| Temps \| \| \| ------------------------ \| ------------------------ \| ------------------------ \| ------------------------ \| ------------------------ \| \| 1r \| Sam Welsford \| Team DSM-Firmenich \| 3h 57' 36" \| \| \| 2n \| Olav Kooij \| Jumbo-Visma \| + 0" \| \| \| 3r \| Jasper Philipsen \| Alpecin-Deceuninck \| + 0" \| \| \| 4t \| Tim Merlier \| Soudal Quick-Step \| + 0" \| \| \| 5è \| Arnaud De Lie \| Lotto Dstny \| + 0" \| \| \| 6è \| Dylan Groenewegen \| Team Jayco AlUla \| + 0" \| \| \| 7è \| Max Kanter \| Movistar Team \| + 0" \| \| \| 8è \| Milan Fretin \| Team Flanders-Baloise \| + 0" \| \| \| 9è \| Laurence Pithie \| Groupama-FDJ \| + 0" \| \| \| 10è \| Arne Marit \| Intermarché-Circus-Wanty \| + 0" \| \| |                   |                          |            |
| |                   |                          |            |
| Font: ProCyclingStats |                   |                          |            |
| Classificació de l'etapa |                   |                          |            |
| Corredor | Corredor          | Equip                    | Temps      |
| 1r | Sam Welsford      | Team DSM-Firmenich       | 3h 57' 36" |
| 2n | Olav Kooij        | Jumbo-Visma              | + 0"       |
| 3r | Jasper Philipsen  | Alpecin-Deceuninck       | + 0"       |
| 4t | Tim Merlier       | Soudal Quick-Step        | + 0"       |
| 5è | Arnaud De Lie     | Lotto Dstny              | + 0"       |
| 6è | Dylan Groenewegen | Team Jayco AlUla         | + 0"       |
| 7è | Max Kanter        | Movistar Team            | + 0"       |
| 8è | Milan Fretin      | Team Flanders-Baloise    | + 0"       |
| 9è | Laurence Pithie   | Groupama-FDJ             | + 0"       |
| 10è | Arne Marit        | Intermarché-Circus-Wanty | + 0"       |

| \| Classificació general \| Classificació general \| Classificació general \| Classificació general \| Classificació general \| \| Corredor \| Corredor \| Equip \| Temps \| \| \| --------------------- \| --------------------- \| ------------------------ \| --------------------- \| --------------------- \| \| 1r \| Tim Wellens \| UAE Team Emirates \| 11h 44' 52" \| \| \| 2n \| Florian Vermeersch \| Lotto Dstny \| + 23" \| \| \| 3r \| Yves Lampaert \| Soudal Quick-Step \| + 23" \| \| \| 4t \| Jasper Stuyven \| Lidl-Trek \| + 30" \| \| \| 5è \| Fred Wright \| Bahrain Victorious \| + 30" \| \| \| 6è \| Mike Teunissen \| Intermarché-Circus-Wanty \| + 31" \| \| \| 7è \| Marc Hirschi \| UAE Team Emirates \| + 31" \| \| \| 8è \| Matej Mohorič \| Bahrain Victorious \| + 33" \| \| \| 9è \| Axel Zingle \| Cofidis \| + 34" \| \| \| 10è \| Matteo Trentin \| UAE Team Emirates \| + 36" \| \| |                    |                          |             |
| |                    |                          |             |
| Font: ProCyclingStats |                    |                          |             |
| Classificació general |                    |                          |             |
| Corredor | Corredor           | Equip                    | Temps       |
| 1r | Tim Wellens        | UAE Team Emirates        | 11h 44' 52" |
| 2n | Florian Vermeersch | Lotto Dstny              | + 23"       |
| 3r | Yves Lampaert      | Soudal Quick-Step        | + 23"       |
| 4t | Jasper Stuyven     | Lidl-Trek                | + 30"       |
| 5è | Fred Wright        | Bahrain Victorious       | + 30"       |
| 6è | Mike Teunissen     | Intermarché-Circus-Wanty | + 31"       |
| 7è | Marc Hirschi       | UAE Team Emirates        | + 31"       |
| 8è | Matej Mohorič      | Bahrain Victorious       | + 33"       |
| 9è | Axel Zingle        | Cofidis                  | + 34"       |
| 10è | Matteo Trentin     | UAE Team Emirates        | + 36"       |

### Etapa 5
| \| Classificació de l'etapa \| Classificació de l'etapa \| Classificació de l'etapa \| Classificació de l'etapa \| Classificació de l'etapa \| \| Corredor \| Corredor \| Equip \| Temps \| \| \| ------------------------ \| ------------------------ \| ------------------------ \| ------------------------ \| ------------------------ \| \| 1r \| Matej Mohorič \| Bahrain Victorious \| 4h 11' 15" \| \| \| 2n \| Matteo Trentin \| UAE Team Emirates \| + 0" \| \| \| 3r \| Søren Kragh Andersen \| Alpecin-Deceuninck \| + 0" \| \| \| 4t \| Jasper De Buyst \| Lotto Dstny \| + 0" \| \| \| 5è \| Arnaud De Lie \| Lotto Dstny \| + 4" \| \| \| 6è \| Jasper Stuyven \| Lidl-Trek \| + 4" \| \| \| 7è \| Jasper Philipsen \| Alpecin-Deceuninck \| + 4" \| \| \| 8è \| Mike Teunissen \| Intermarché-Circus-Wanty \| + 4" \| \| \| 9è \| Axel Zingle \| Cofidis \| + 4" \| \| \| 10è \| Yves Lampaert \| Soudal Quick-Step \| + 4" \| \| |                      |                          |            |
| |                      |                          |            |
| Font: ProCyclingStats |                      |                          |            |
| Classificació de l'etapa |                      |                          |            |
| Corredor | Corredor             | Equip                    | Temps      |
| 1r | Matej Mohorič        | Bahrain Victorious       | 4h 11' 15" |
| 2n | Matteo Trentin       | UAE Team Emirates        | + 0"       |
| 3r | Søren Kragh Andersen | Alpecin-Deceuninck       | + 0"       |
| 4t | Jasper De Buyst      | Lotto Dstny              | + 0"       |
| 5è | Arnaud De Lie        | Lotto Dstny              | + 4"       |
| 6è | Jasper Stuyven       | Lidl-Trek                | + 4"       |
| 7è | Jasper Philipsen     | Alpecin-Deceuninck       | + 4"       |
| 8è | Mike Teunissen       | Intermarché-Circus-Wanty | + 4"       |
| 9è | Axel Zingle          | Cofidis                  | + 4"       |
| 10è | Yves Lampaert        | Soudal Quick-Step        | + 4"       |

| \| Classificació general \| Classificació general \| Classificació general \| Classificació general \| Classificació general \| \| Corredor \| Corredor \| Equip \| Temps \| \| \| --------------------- \| --------------------- \| ------------------------ \| --------------------- \| --------------------- \| \| 1r \| Tim Wellens \| UAE Team Emirates \| 15h 51' 52" \| \| \| 2n \| Florian Vermeersch \| Lotto Dstny \| + 23" \| \| \| 3r \| Yves Lampaert \| Soudal Quick-Step \| + 23" \| \| \| 4t \| Jasper Stuyven \| Lidl-Trek \| + 30" \| \| \| 5è \| Mike Teunissen \| Intermarché-Circus-Wanty \| + 31" \| \| \| 6è \| Marc Hirschi \| UAE Team Emirates \| + 31" \| \| \| 7è \| Matej Mohorič \| Bahrain Victorious \| + 33" \| \| \| 8è \| Axel Zingle \| Cofidis \| + 34" \| \| \| 9è \| Matteo Trentin \| UAE Team Emirates \| + 36" \| \| \| 10è \| Søren Kragh Andersen \| Alpecin-Deceuninck \| + 40" \| \| |                      |                          |             |
| |                      |                          |             |
| Font: ProCyclingStats |                      |                          |             |
| Classificació general |                      |                          |             |
| Corredor | Corredor             | Equip                    | Temps       |
| 1r | Tim Wellens          | UAE Team Emirates        | 15h 51' 52" |
| 2n | Florian Vermeersch   | Lotto Dstny              | + 23"       |
| 3r | Yves Lampaert        | Soudal Quick-Step        | + 23"       |
| 4t | Jasper Stuyven       | Lidl-Trek                | + 30"       |
| 5è | Mike Teunissen       | Intermarché-Circus-Wanty | + 31"       |
| 6è | Marc Hirschi         | UAE Team Emirates        | + 31"       |
| 7è | Matej Mohorič        | Bahrain Victorious       | + 33"       |
| 8è | Axel Zingle          | Cofidis                  | + 34"       |
| 9è | Matteo Trentin       | UAE Team Emirates        | + 36"       |
| 10è | Søren Kragh Andersen | Alpecin-Deceuninck       | + 40"       |

## Classificacions finals

### Classificació general
| \| Classificació general \| Classificació general \| Classificació general \| Classificació general \| Classificació general \| \| Corredor \| Corredor \| Equip \| Temps \| \| \| --------------------- \| --------------------- \| ------------------------ \| --------------------- \| --------------------- \| \| 1r \| Tim Wellens \| UAE Team Emirates \| 15h 51' 52" \| \| \| 2n \| Florian Vermeersch \| Lotto Dstny \| + 23" \| \| \| 3r \| Yves Lampaert \| Soudal Quick-Step \| + 23" \| \| \| 4t \| Jasper Stuyven \| Lidl-Trek \| + 30" \| \| \| 5è \| Mike Teunissen \| Intermarché-Circus-Wanty \| + 31" \| \| \| 6è \| Marc Hirschi \| UAE Team Emirates \| + 31" \| \| \| 7è \| Matej Mohorič \| Bahrain Victorious \| + 33" \| \| \| 8è \| Axel Zingle \| Cofidis \| + 34" \| \| \| 9è \| Matteo Trentin \| UAE Team Emirates \| + 36" \| \| \| 10è \| Søren Kragh Andersen \| Alpecin-Deceuninck \| + 40" \| \| |                      |                          |             |
| |                      |                          |             |
| Font: ProCyclingStats |                      |                          |             |
| Classificació general |                      |                          |             |
| Corredor | Corredor             | Equip                    | Temps       |
| 1r | Tim Wellens          | UAE Team Emirates        | 15h 51' 52" |
| 2n | Florian Vermeersch   | Lotto Dstny              | + 23"       |
| 3r | Yves Lampaert        | Soudal Quick-Step        | + 23"       |
| 4t | Jasper Stuyven       | Lidl-Trek                | + 30"       |
| 5è | Mike Teunissen       | Intermarché-Circus-Wanty | + 31"       |
| 6è | Marc Hirschi         | UAE Team Emirates        | + 31"       |
| 7è | Matej Mohorič        | Bahrain Victorious       | + 33"       |
| 8è | Axel Zingle          | Cofidis                  | + 34"       |
| 9è | Matteo Trentin       | UAE Team Emirates        | + 36"       |
| 10è | Søren Kragh Andersen | Alpecin-Deceuninck       | + 40"       |

| Classificació per punts | Classificació per punts | Classificació per punts  | Classificació per punts | Classificació per punts |
| Corredor                | Corredor                | Equip                    | Punts                   |                         |
| ----------------------- | ----------------------- | ------------------------ | ----------------------- | ----------------------- |
| 1r                      | Arnaud De Lie           | Lotto Dstny              | 70 pts                  |                         |
| 2n                      | Jasper Philipsen        | Alpecin-Deceuninck       | 65 pts                  |                         |
| 3r                      | Matej Mohorič           | Bahrain Victorious       | 52 pts                  |                         |
| 4t                      | Tim Wellens             | UAE Team Emirates        | 50 pts                  |                         |
| 5è                      | Olav Kooij              | Jumbo-Visma              | 47 pts                  |                         |
| 6è                      | Tim Merlier             | Soudal Quick-Step        | 44 pts                  |                         |
| 7è                      | Yves Lampaert           | Soudal Quick-Step        | 43 pts                  |                         |
| 8è                      | Mike Teunissen          | Intermarché-Circus-Wanty | 42 pts                  |                         |
| 9è                      | Matteo Trentin          | UAE Team Emirates        | 40 pts                  |                         |
| 10è                     | Jasper Stuyven          | Lidl-Trek                | 34 pts                  |                         |

| Classificació per punts | Classificació per punts | Classificació per punts  | Classificació per punts | Classificació per punts |
| Corredor                | Corredor                | Equip                    | Punts                   |                         |
| ----------------------- | ----------------------- | ------------------------ | ----------------------- | ----------------------- |
| 1r                      | Arnaud De Lie           | Lotto Dstny              | 70 pts                  |                         |
| 2n                      | Jasper Philipsen        | Alpecin-Deceuninck       | 65 pts                  |                         |
| 3r                      | Matej Mohorič           | Bahrain Victorious       | 52 pts                  |                         |
| 4t                      | Tim Wellens             | UAE Team Emirates        | 50 pts                  |                         |
| 5è                      | Olav Kooij              | Jumbo-Visma              | 47 pts                  |                         |
| 6è                      | Tim Merlier             | Soudal Quick-Step        | 44 pts                  |                         |
| 7è                      | Yves Lampaert           | Soudal Quick-Step        | 43 pts                  |                         |
| 8è                      | Mike Teunissen          | Intermarché-Circus-Wanty | 42 pts                  |                         |
| 9è                      | Matteo Trentin          | UAE Team Emirates        | 40 pts                  |                         |
| 10è                     | Jasper Stuyven          | Lidl-Trek                | 34 pts                  |                         |

| Classificació de la combativitat | Classificació de la combativitat | Classificació de la combativitat | Classificació de la combativitat | Classificació de la combativitat |
| Corredor                         | Corredor                         | Equip                            | Punts                            |                                  |
| -------------------------------- | -------------------------------- | -------------------------------- | -------------------------------- | -------------------------------- |
| 1r                               | Aaron Van Poucke                 | Team Flanders-Baloise            | 39 pts                           |                                  |
| 2n                               | Ceriel Desal                     | Bingoal WB                       | 33 pts                           |                                  |
| 3r                               | Ludovic Robeet                   | Bingoal WB                       | 31 pts                           |                                  |
| 4t                               | Senne Leysen                     | Alpecin-Deceuninck               | 27 pts                           |                                  |
| 5è                               | Andrey Amador Bikkazakova        | EF Education-EasyPost            | 25 pts                           |                                  |
| 6è                               | Derek Gee                        | Israel-Premier Tech              | 21 pts                           |                                  |
| 7è                               | Kamiel Bonneu                    | Team Flanders-Baloise            | 16 pts                           |                                  |
| 8è                               | Milan Fretin                     | Team Flanders-Baloise            | 12 pts                           |                                  |
| 9è                               | Cameron Wurf                     | Ineos Grenadiers                 | 11 pts                           |                                  |
| 10è                              | Arne Marit                       | Intermarché-Circus-Wanty         | 10 pts                           |                                  |

| Classificació de la combativitat | Classificació de la combativitat | Classificació de la combativitat | Classificació de la combativitat | Classificació de la combativitat |
| Corredor                         | Corredor                         | Equip                            | Punts                            |                                  |
| -------------------------------- | -------------------------------- | -------------------------------- | -------------------------------- | -------------------------------- |
| 1r                               | Aaron Van Poucke                 | Team Flanders-Baloise            | 39 pts                           |                                  |
| 2n                               | Ceriel Desal                     | Bingoal WB                       | 33 pts                           |                                  |
| 3r                               | Ludovic Robeet                   | Bingoal WB                       | 31 pts                           |                                  |
| 4t                               | Senne Leysen                     | Alpecin-Deceuninck               | 27 pts                           |                                  |
| 5è                               | Andrey Amador Bikkazakova        | EF Education-EasyPost            | 25 pts                           |                                  |
| 6è                               | Derek Gee                        | Israel-Premier Tech              | 21 pts                           |                                  |
| 7è                               | Kamiel Bonneu                    | Team Flanders-Baloise            | 16 pts                           |                                  |
| 8è                               | Milan Fretin                     | Team Flanders-Baloise            | 12 pts                           |                                  |
| 9è                               | Cameron Wurf                     | Ineos Grenadiers                 | 11 pts                           |                                  |
| 10è                              | Arne Marit                       | Intermarché-Circus-Wanty         | 10 pts                           |                                  |

| Classificació del millor jove | Classificació del millor jove | Classificació del millor jove | Classificació del millor jove | Classificació del millor jove |
| Corredor                      | Corredor                      | Equip                         | Temps                         |                               |
| ----------------------------- | ----------------------------- | ----------------------------- | ----------------------------- | ----------------------------- |
| 1r                            | Arnaud De Lie                 | Lotto Dstny                   | 15h 52' 56"                   |                               |
| 2n                            | Nicolò Buratti                | Bahrain Victorious            | + 5' 41"                      |                               |
| 3r                            | Dries De Pooter               | Intermarché-Circus-Wanty      | + 5' 42"                      |                               |
| 4t                            | Thibau Nys                    | Lidl-Trek                     | + 6' 47"                      |                               |
| 5è                            | Olav Kooij                    | Jumbo-Visma                   | + 9' 34"                      |                               |
| 6è                            | Casper van Uden               | Team DSM-Firmenich            | + 9' 36"                      |                               |
| 7è                            | Ben Tulett                    | Ineos Grenadiers              | + 11' 28"                     |                               |
| 8è                            | Frederik Wandahl              | Bora-Hansgrohe                | + 12' 10"                     |                               |
| 9è                            | Laurence Pithie               | Groupama-FDJ                  | + 12' 42"                     |                               |
| 10è                           | Milan Fretin                  | Team Flanders-Baloise         | + 15' 54"                     |                               |

| Classificació del millor jove | Classificació del millor jove | Classificació del millor jove | Classificació del millor jove | Classificació del millor jove |
| Corredor                      | Corredor                      | Equip                         | Temps                         |                               |
| ----------------------------- | ----------------------------- | ----------------------------- | ----------------------------- | ----------------------------- |
| 1r                            | Arnaud De Lie                 | Lotto Dstny                   | 15h 52' 56"                   |                               |
| 2n                            | Nicolò Buratti                | Bahrain Victorious            | + 5' 41"                      |                               |
| 3r                            | Dries De Pooter               | Intermarché-Circus-Wanty      | + 5' 42"                      |                               |
| 4t                            | Thibau Nys                    | Lidl-Trek                     | + 6' 47"                      |                               |
| 5è                            | Olav Kooij                    | Jumbo-Visma                   | + 9' 34"                      |                               |
| 6è                            | Casper van Uden               | Team DSM-Firmenich            | + 9' 36"                      |                               |
| 7è                            | Ben Tulett                    | Ineos Grenadiers              | + 11' 28"                     |                               |
| 8è                            | Frederik Wandahl              | Bora-Hansgrohe                | + 12' 10"                     |                               |
| 9è                            | Laurence Pithie               | Groupama-FDJ                  | + 12' 42"                     |                               |
| 10è                           | Milan Fretin                  | Team Flanders-Baloise         | + 15' 54"                     |                               |

| Classificació per equips | Classificació per equips | Classificació per equips | Classificació per equips |
| Equip                    | Equip                    | Temps                    |                          |
| ------------------------ | ------------------------ | ------------------------ | ------------------------ |
| 1r                       | UAE Team Emirates        | 47h 36' 57"              |                          |
| 2n                       | Lotto Dstny              | + 29"                    |                          |
| 3r                       | Soudal Quick-Step        | + 1' 39"                 |                          |
| 4t                       | Bahrain Victorious       | + 1' 51"                 |                          |
| 5è                       | Intermarché-Circus-Wanty | + 1' 51"                 |                          |
| 6è                       | EF Education-EasyPost    | + 2' 32"                 |                          |
| 7è                       | AG2R Citroën Team        | + 2' 55"                 |                          |
| 8è                       | Lidl-Trek                | + 3' 42"                 |                          |
| 9è                       | Israel-Premier Tech      | + 4' 46"                 |                          |
| 10è                      | Ineos Grenadiers         | + 5' 59"                 |                          |

| Classificació per equips | Classificació per equips | Classificació per equips | Classificació per equips |
| Equip                    | Equip                    | Temps                    |                          |
| ------------------------ | ------------------------ | ------------------------ | ------------------------ |
| 1r                       | UAE Team Emirates        | 47h 36' 57"              |                          |
| 2n                       | Lotto Dstny              | + 29"                    |                          |
| 3r                       | Soudal Quick-Step        | + 1' 39"                 |                          |
| 4t                       | Bahrain Victorious       | + 1' 51"                 |                          |
| 5è                       | Intermarché-Circus-Wanty | + 1' 51"                 |                          |
| 6è                       | EF Education-EasyPost    | + 2' 32"                 |                          |
| 7è                       | AG2R Citroën Team        | + 2' 55"                 |                          |
| 8è                       | Lidl-Trek                | + 3' 42"                 |                          |
| 9è                       | Israel-Premier Tech      | + 4' 46"                 |                          |
| 10è                      | Ineos Grenadiers         | + 5' 59"                 |                          |

## Evolució de les classificacions
| Etapa | Vencedor         | Classificació general | Classificació per punts | Classificació de la combativitat | Classificació dels joves | Classificació per equips |
| ----- | ---------------- | --------------------- | ----------------------- | -------------------------------- | ------------------------ | ------------------------ |
| 1     | Jasper Philipsen | Jasper Philipsen      | Jasper Philipsen        | Ludovic Robeet                   | Olav Kooij               | Cofidis                  |
| 2     | Joshua Tarling   | Joshua Tarling        | Joshua Tarling          | Ludovic Robeet                   | Joshua Tarling           | Ineos Grenadiers         |
| 3     | Mike Teunissen   | Tim Wellens           | Tim Wellens             | Ludovic Robeet                   | Arnaud De Lie            | UAE Team Emirates        |
| 4     | Sam Welsford     | Tim Wellens           | Arnaud De Lie           | Aaron van Poucke                 | Arnaud De Lie            | UAE Team Emirates        |
| 5     | Matej Mohorič    | Tim Wellens           | Arnaud De Lie           | Aaron van Poucke                 | Arnaud De Lie            | UAE Team Emirates        |
| Final | Final            | Tim Wellens           | Arnaud De Lie           | Aaron van Poucke                 | Arnaud De Lie            | UAE Team Emirates        |

## Llista de participants
| Alpecin-Deceuninck ADC | Alpecin-Deceuninck ADC     | Alpecin-Deceuninck ADC |
| ---------------------- | -------------------------- | ---------------------- |
| Núm                    | Ciclista                   | Pos                    |
| 1                      | Jasper Philipsen (BEL)     | 35è                    |
| 2                      | Silvan Dillier (SUI)       | DNF-4                  |
| 3                      | Søren Kragh Andersen (DEN) | 10è                    |
| 4                      | Senne Leysen (BEL)         | 96è                    |
| 5                      | Xandro Meurisse (BEL)      | NP-4                   |
| 6                      | Jonas Rickaert (BEL)       | 98è                    |
| 7                      | Gianni Vermeersch (BEL)    | NP-5                   |

| Jumbo-Visma TJV | Jumbo-Visma TJV             | Jumbo-Visma TJV |
| --------------- | --------------------------- | --------------- |
| Núm             | Ciclista                    | Pos             |
| 11              | Olav Kooij (NED)            | 60è             |
| 12              | Edoardo Affini (ITA)        | 92è             |
| 13              | Tobias Foss (NOR)           | 27è             |
| 14              | Lennard Hofstede (NED)      | 128è            |
| 15              | Tosh Van der Sande (BEL)    | 73è             |
| 16              | Mick van Dijke (NED)        | 71è             |
| 17              | Jos van Emden (NED) (crono) | 113è            |

| Soudal Quick-Step SOQ | Soudal Quick-Step SOQ        | Soudal Quick-Step SOQ |
| --------------------- | ---------------------------- | --------------------- |
| Núm                   | Ciclista                     | Pos                   |
| 21                    | Kasper Asgreen (DEN) (crono) | 101è                  |
| 22                    | Tim Declercq (BEL)           | 25è                   |
| 23                    | Yves Lampaert (BEL)          | 3r                    |
| 24                    | Tim Merlier (BEL)            | 64è                   |
| 25                    | Florian Sénéchal (FRA)       | 18è                   |
| 26                    | Bert Van Lerberghe (BEL)     | 62è                   |
| 27                    | Stan Van Tricht (BEL)        | DNF-5                 |

| Intermarché-Circus-Wanty ICW | Intermarché-Circus-Wanty ICW | Intermarché-Circus-Wanty ICW |
| ---------------------------- | ---------------------------- | ---------------------------- |
| Núm                          | Ciclista                     | Pos                          |
| 31                           | Aimé De Gendt (BEL)          | 17è                          |
| 32                           | Dries De Pooter (BEL)        | 50è                          |
| 33                           | Arne Marit (BEL)             | 28è                          |
| 34                           | Baptiste Planckaert (BEL)    | 107è                         |
| 35                           | Dion Smith (NZL)             | NP-5                         |
| 36                           | Mike Teunissen (NED)         | 5è                           |
| 37                           | Loïc Vliegen (BEL)           | 65è                          |

| Lotto Dstny LTD | Lotto Dstny LTD          | Lotto Dstny LTD |
| --------------- | ------------------------ | --------------- |
| Núm             | Ciclista                 | Pos             |
| 41              | Arnaud De Lie (BEL)      | 15è             |
| 42              | Liam Slock (BEL)         | 117è            |
| 43              | Jasper De Buyst (BEL)    | 13è             |
| 44              | Cedric Beullens (BEL)    | 33è             |
| 45              | Frederik Frison (BEL)    | 84è             |
| 46              | Brent Van Moer (BEL)     | 38è             |
| 47              | Florian Vermeersch (BEL) | 2n              |

| Bahrain Victorious TBV | Bahrain Victorious TBV      | Bahrain Victorious TBV |
| ---------------------- | --------------------------- | ---------------------- |
| Núm                    | Ciclista                    | Pos                    |
| 51                     | Matej Mohorič (SLO)         | 7è                     |
| 52                     | Jonathan Milan (ITA)        | 81è                    |
| 53                     | Nicolò Buratti (ITA)        | 49è                    |
| 54                     | Andrea Pasqualon (ITA)      | 54è                    |
| 55                     | Johan Price-Pejtersen (DEN) | 126è                   |
| 56                     | Dušan Rajović (SRB)         | 80è                    |
| 57                     | Fred Wright (GBR) (ruta)    | NP-5                   |

| Ineos Grenadiers IGD | Ineos Grenadiers IGD             | Ineos Grenadiers IGD |
| -------------------- | -------------------------------- | -------------------- |
| Núm                  | Ciclista                         | Pos                  |
| 61                   | Michał Kwiatkowski (POL) (crono) | 11è                  |
| 62                   | Cameron Wurf (AUS)               | 116è                 |
| 63                   | Lucas Plapp (AUS) (ruta)         | 79è                  |
| 64                   | Ben Tulett (GBR)                 | 69è                  |
| 65                   | Joshua Tarling (GBR) (crono)     | 114è                 |
| 66                   | Ben Turner (GBR)                 | 36è                  |
| 67                   | Elia Viviani (ITA)               | 99è                  |

| Lidl-Trek LTK | Lidl-Trek LTK                | Lidl-Trek LTK |
| ------------- | ---------------------------- | ------------- |
| Núm           | Ciclista                     | Pos           |
| 71            | Jasper Stuyven (BEL)         | 4t            |
| 72            | Thibau Nys (BEL)             | 55è           |
| 73            | Markus Hoelgaard (NOR)       | NP-5          |
| 74            | Daan Hoole (NED)             | DNF-5         |
| 75            | Emīls Liepiņš (LAT) (ruta)   | 43è           |
| 76            | Marc Brustenga Masagué (ESP) | 108è          |
| 77            | Filippo Baroncini (ITA)      | 48è           |

| UAE Team Emirates UAD | UAE Team Emirates UAD     | UAE Team Emirates UAD |
| --------------------- | ------------------------- | --------------------- |
| Núm                   | Ciclista                  | Pos                   |
| 81                    | Sjoerd Bax (NED)          | 14è                   |
| 82                    | Mikkel Bjerg (DEN)        | 12è                   |
| 83                    | Alessandro Covi (ITA)     | 66è                   |
| 84                    | Ryan Gibbons (RSA)        | 93è                   |
| 85                    | Marc Hirschi (SUI) (ruta) | 6è                    |
| 86                    | Matteo Trentin (ITA)      | 9è                    |
| 87                    | Tim Wellens (BEL)         | 1r                    |

| Bora-Hansgrohe BOH | Bora-Hansgrohe BOH        | Bora-Hansgrohe BOH |
| ------------------ | ------------------------- | ------------------ |
| Núm                | Ciclista                  | Pos                |
| 91                 | Jordi Meeus (BEL)         | 76è                |
| 92                 | Giovanni Aleotti (ITA)    | 29è                |
| 93                 | Shane Archbold (NZL)      | DNF-3              |
| 94                 | Cesare Benedetti (POL)    | 97è                |
| 95                 | Ryan Mullen (IRL) (crono) | DNF-5              |
| 96                 | Ide Schelling (NED)       | DNF-5              |
| 97                 | Frederik Wandahl (DEN)    | 74è                |

| EF Education-EasyPost EFE | EF Education-EasyPost EFE       | EF Education-EasyPost EFE |
| ------------------------- | ------------------------------- | ------------------------- |
| Núm                       | Ciclista                        | Pos                       |
| 101                       | Andrey Amador Bikkazakova (CRC) | 26è                       |
| 102                       | Mikkel Frølich Honoré (DEN)     | 45è                       |
| 103                       | Owain Doull (GBR)               | 19è                       |
| 104                       | Thomas Scully (NZL)             | 109è                      |
| 105                       | Jens Keukeleire (BEL)           | 40è                       |
| 106                       | Jonas Rutsch (GER)              | 20è                       |
| 107                       | Łukasz Wiśniowski (POL)         | 88è                       |

| AG2R Citroën Team ACT | AG2R Citroën Team ACT   | AG2R Citroën Team ACT |
| --------------------- | ----------------------- | --------------------- |
| Núm                   | Ciclista                | Pos                   |
| 111                   | Greg Van Avermaet (BEL) | 22è                   |
| 112                   | Stan Dewulf (BEL)       | 16è                   |
| 113                   | Pierre Gautherat (FRA)  | DNF-4                 |
| 114                   | Lawrence Naesen (BEL)   | 86è                   |
| 115                   | Oliver Naesen (BEL)     | 30è                   |
| 116                   | Bastien Tronchon (FRA)  | DNF-5                 |
| 117                   | Michael Schär (SUI)     | NP-5                  |

| Cofidis COF | Cofidis COF              | Cofidis COF |
| ----------- | ------------------------ | ----------- |
| Núm         | Ciclista                 | Pos         |
| 121         | Piet Allegaert (BEL)     | 41è         |
| 122         | Alexandre Delettre (FRA) | 91è         |
| 123         | Eddy Finé (FRA)          | 123è        |
| 124         | Christophe Noppe (BEL)   | 100è        |
| 125         | Alexis Renard (FRA)      | 68è         |
| 126         | Jelle Wallays (BEL)      | 104è        |
| 127         | Axel Zingle (FRA)        | 8è          |

| Astana Qazaqstan Team AST | Astana Qazaqstan Team AST | Astana Qazaqstan Team AST |
| ------------------------- | ------------------------- | ------------------------- |
| Núm                       | Ciclista                  | Pos                       |
| 131                       | Cees Bol (NED)            | NP-3                      |
| 132                       | Gleb Brussenskiy (KAZ)    | 118è                      |
| 133                       | Ievgueni Guiditx (KAZ)    | 110è                      |
| 134                       | Davide Martinelli (ITA)   | 112è                      |
| 135                       | Gianni Moscon (ITA)       | 57è                       |
| 136                       | Gleb Syrica               | 95è                       |
| 137                       | Dmitri Grúzdev (KAZ)      | 90è                       |

| Groupama-FDJ GFC | Groupama-FDJ GFC              | Groupama-FDJ GFC |
| ---------------- | ----------------------------- | ---------------- |
| Núm              | Ciclista                      | Pos              |
| 141              | Valentin Madouas (FRA) (ruta) | 34è              |
| 142              | Kevin Geniets (LUX)           | 119è             |
| 143              | Olivier Le Gac (FRA)          | 51è              |
| 144              | Laurence Pithie (NZL)         | 77è              |
| 145              | Miles Scotson (AUS)           | NP-5             |
| 146              | Jake Stewart (GBR)            | 63è              |
| 147              | Lars van den Berg (NED)       | 75è              |

| Movistar Team MOV | Movistar Team MOV                 | Movistar Team MOV |
| ----------------- | --------------------------------- | ----------------- |
| Núm               | Ciclista                          | Pos               |
| 151               | Vinicius Rangel Costa (BRA)       | 125è              |
| 152               | Gorka Izagirre Insausti (ESP)     | 56è               |
| 153               | Johan Jacobs (SUI)                | 32è               |
| 154               | Mathias Norsgaard Jørgensen (DEN) | 53è               |
| 155               | Lluís Mas Bonet (ESP)             | NP-2              |
| 156               | Albert Torres Barceló (ESP)       | DNF-3             |
| 157               | Max Kanter (GER)                  | 46è               |

| Arkéa-Samsic ARK | Arkéa-Samsic ARK      | Arkéa-Samsic ARK |
| ---------------- | --------------------- | ---------------- |
| Núm              | Ciclista              | Pos              |
| 161              | Jenthe Biermans (BEL) | NP-4             |
| 162              | Arnaud Démare (FRA)   | 70è              |
| 163              | Donavan Grondin (FRA) | 127è             |
| 164              | Matis Louvel (FRA)    | 21è              |
| 165              | Daniel McLay (GBR)    | 111è             |
| 166              | Alan Riou (FRA)       | 121è             |
| 167              | Clément Russo (FRA)   | 82è              |

| Team DSM-Firmenich DSM | Team DSM-Firmenich DSM    | Team DSM-Firmenich DSM |
| ---------------------- | ------------------------- | ---------------------- |
| Núm                    | Ciclista                  | Pos                    |
| 171                    | Pavel Bittner (CZE)       | 115è                   |
| 172                    | John Degenkolb (GER)      | 37è                    |
| 173                    | Alexander Edmondson (AUS) | 105è                   |
| 174                    | Nils Eekhoff (NED)        | 23è                    |
| 175                    | Niklas Märkl (GER)        | 78è                    |
| 176                    | Casper van Uden (NED)     | 61è                    |
| 177                    | Sam Welsford (AUS)        | 94è                    |

| Team Jayco AlUla JAY | Team Jayco AlUla JAY        | Team Jayco AlUla JAY |
| -------------------- | --------------------------- | -------------------- |
| Núm                  | Ciclista                    | Pos                  |
| 181                  | Luke Durbridge (AUS)        | 47è                  |
| 182                  | Dylan Groenewegen (NED)     | 67è                  |
| 183                  | Amund Grøndahl Jansen (NOR) | DNF-5                |
| 184                  | Zdeněk Štybar (CZE)         | 52è                  |
| 185                  | Blake Quick (AUS)           | NP-5                 |
| 186                  | Elmar Reinders (NED)        | 59è                  |
| 187                  | Campbell Stewart (NZL)      | 42è                  |

| Israel-Premier Tech IPT | Israel-Premier Tech IPT     | Israel-Premier Tech IPT |
| ----------------------- | --------------------------- | ----------------------- |
| Núm                     | Ciclista                    | Pos                     |
| 191                     | Guillaume Boivin (CAN)      | DNF-5                   |
| 192                     | Derek Gee (CAN) (crono)     | 72è                     |
| 193                     | Omer Goldstein (ISR)        | DNF-3                   |
| 194                     | Itamar Einhorn (ISR) (ruta) | 102è                    |
| 195                     | Giacomo Nizzolo (ITA)       | 24è                     |
| 196                     | Jens Reynders (BEL)         | 31è                     |
| 197                     | Tom Van Asbroeck (BEL)      | 39è                     |

| Bingoal WB BWB | Bingoal WB BWB                 | Bingoal WB BWB |
| -------------- | ------------------------------ | -------------- |
| Núm            | Ciclista                       | Pos            |
| 201            | Ceriel Desal (BEL)             | 85è            |
| 202            | Karl Patrick Lauk (EST) (ruta) | 103è           |
| 203            | Matteo Malucelli (ITA)         | 106è           |
| 204            | Ludovic Robeet (BEL)           | 122è           |
| 205            | Luca Van Boven (BEL)           | 44è            |
| 206            | Nathan Vandepitte (FRA)        | 120è           |
| 207            | Kenneth Van Rooy (BEL)         | NP-2           |

| Team Flanders-Baloise TFB | Team Flanders-Baloise TFB | Team Flanders-Baloise TFB |
| ------------------------- | ------------------------- | ------------------------- |
| Núm                       | Ciclista                  | Pos                       |
| 211                       | Jenno Berckmoes (BEL)     | NP-5                      |
| 212                       | Kamiel Bonneu (BEL)       | 83è                       |
| 213                       | Vito Braet (BEL)          | 87è                       |
| 214                       | Alex Colman (BEL)         | 58è                       |
| 215                       | Sander De Pestel (BEL)    | NP-3                      |
| 216                       | Milan Fretin (BEL)        | 89è                       |
| 217                       | Aaron Van Poucke (BEL)    | 124è                      |

| Alpecin-Deceuninck ADC | Alpecin-Deceuninck ADC     | Alpecin-Deceuninck ADC |
| ---------------------- | -------------------------- | ---------------------- |
| Núm                    | Ciclista                   | Pos                    |
| 1                      | Jasper Philipsen (BEL)     | 35è                    |
| 2                      | Silvan Dillier (SUI)       | DNF-4                  |
| 3                      | Søren Kragh Andersen (DEN) | 10è                    |
| 4                      | Senne Leysen (BEL)         | 96è                    |
| 5                      | Xandro Meurisse (BEL)      | NP-4                   |
| 6                      | Jonas Rickaert (BEL)       | 98è                    |
| 7                      | Gianni Vermeersch (BEL)    | NP-5                   |

| Jumbo-Visma TJV | Jumbo-Visma TJV             | Jumbo-Visma TJV |
| --------------- | --------------------------- | --------------- |
| Núm             | Ciclista                    | Pos             |
| 11              | Olav Kooij (NED)            | 60è             |
| 12              | Edoardo Affini (ITA)        | 92è             |
| 13              | Tobias Foss (NOR)           | 27è             |
| 14              | Lennard Hofstede (NED)      | 128è            |
| 15              | Tosh Van der Sande (BEL)    | 73è             |
| 16              | Mick van Dijke (NED)        | 71è             |
| 17              | Jos van Emden (NED) (crono) | 113è            |

| Soudal Quick-Step SOQ | Soudal Quick-Step SOQ        | Soudal Quick-Step SOQ |
| --------------------- | ---------------------------- | --------------------- |
| Núm                   | Ciclista                     | Pos                   |
| 21                    | Kasper Asgreen (DEN) (crono) | 101è                  |
| 22                    | Tim Declercq (BEL)           | 25è                   |
| 23                    | Yves Lampaert (BEL)          | 3r                    |
| 24                    | Tim Merlier (BEL)            | 64è                   |
| 25                    | Florian Sénéchal (FRA)       | 18è                   |
| 26                    | Bert Van Lerberghe (BEL)     | 62è                   |
| 27                    | Stan Van Tricht (BEL)        | DNF-5                 |

| Intermarché-Circus-Wanty ICW | Intermarché-Circus-Wanty ICW | Intermarché-Circus-Wanty ICW |
| ---------------------------- | ---------------------------- | ---------------------------- |
| Núm                          | Ciclista                     | Pos                          |
| 31                           | Aimé De Gendt (BEL)          | 17è                          |
| 32                           | Dries De Pooter (BEL)        | 50è                          |
| 33                           | Arne Marit (BEL)             | 28è                          |
| 34                           | Baptiste Planckaert (BEL)    | 107è                         |
| 35                           | Dion Smith (NZL)             | NP-5                         |
| 36                           | Mike Teunissen (NED)         | 5è                           |
| 37                           | Loïc Vliegen (BEL)           | 65è                          |

| Lotto Dstny LTD | Lotto Dstny LTD          | Lotto Dstny LTD |
| --------------- | ------------------------ | --------------- |
| Núm             | Ciclista                 | Pos             |
| 41              | Arnaud De Lie (BEL)      | 15è             |
| 42              | Liam Slock (BEL)         | 117è            |
| 43              | Jasper De Buyst (BEL)    | 13è             |
| 44              | Cedric Beullens (BEL)    | 33è             |
| 45              | Frederik Frison (BEL)    | 84è             |
| 46              | Brent Van Moer (BEL)     | 38è             |
| 47              | Florian Vermeersch (BEL) | 2n              |

| Bahrain Victorious TBV | Bahrain Victorious TBV      | Bahrain Victorious TBV |
| ---------------------- | --------------------------- | ---------------------- |
| Núm                    | Ciclista                    | Pos                    |
| 51                     | Matej Mohorič (SLO)         | 7è                     |
| 52                     | Jonathan Milan (ITA)        | 81è                    |
| 53                     | Nicolò Buratti (ITA)        | 49è                    |
| 54                     | Andrea Pasqualon (ITA)      | 54è                    |
| 55                     | Johan Price-Pejtersen (DEN) | 126è                   |
| 56                     | Dušan Rajović (SRB)         | 80è                    |
| 57                     | Fred Wright (GBR) (ruta)    | NP-5                   |

| Ineos Grenadiers IGD | Ineos Grenadiers IGD             | Ineos Grenadiers IGD |
| -------------------- | -------------------------------- | -------------------- |
| Núm                  | Ciclista                         | Pos                  |
| 61                   | Michał Kwiatkowski (POL) (crono) | 11è                  |
| 62                   | Cameron Wurf (AUS)               | 116è                 |
| 63                   | Lucas Plapp (AUS) (ruta)         | 79è                  |
| 64                   | Ben Tulett (GBR)                 | 69è                  |
| 65                   | Joshua Tarling (GBR) (crono)     | 114è                 |
| 66                   | Ben Turner (GBR)                 | 36è                  |
| 67                   | Elia Viviani (ITA)               | 99è                  |

| Lidl-Trek LTK | Lidl-Trek LTK                | Lidl-Trek LTK |
| ------------- | ---------------------------- | ------------- |
| Núm           | Ciclista                     | Pos           |
| 71            | Jasper Stuyven (BEL)         | 4t            |
| 72            | Thibau Nys (BEL)             | 55è           |
| 73            | Markus Hoelgaard (NOR)       | NP-5          |
| 74            | Daan Hoole (NED)             | DNF-5         |
| 75            | Emīls Liepiņš (LAT) (ruta)   | 43è           |
| 76            | Marc Brustenga Masagué (ESP) | 108è          |
| 77            | Filippo Baroncini (ITA)      | 48è           |

| UAE Team Emirates UAD | UAE Team Emirates UAD     | UAE Team Emirates UAD |
| --------------------- | ------------------------- | --------------------- |
| Núm                   | Ciclista                  | Pos                   |
| 81                    | Sjoerd Bax (NED)          | 14è                   |
| 82                    | Mikkel Bjerg (DEN)        | 12è                   |
| 83                    | Alessandro Covi (ITA)     | 66è                   |
| 84                    | Ryan Gibbons (RSA)        | 93è                   |
| 85                    | Marc Hirschi (SUI) (ruta) | 6è                    |
| 86                    | Matteo Trentin (ITA)      | 9è                    |
| 87                    | Tim Wellens (BEL)         | 1r                    |

| Bora-Hansgrohe BOH | Bora-Hansgrohe BOH        | Bora-Hansgrohe BOH |
| ------------------ | ------------------------- | ------------------ |
| Núm                | Ciclista                  | Pos                |
| 91                 | Jordi Meeus (BEL)         | 76è                |
| 92                 | Giovanni Aleotti (ITA)    | 29è                |
| 93                 | Shane Archbold (NZL)      | DNF-3              |
| 94                 | Cesare Benedetti (POL)    | 97è                |
| 95                 | Ryan Mullen (IRL) (crono) | DNF-5              |
| 96                 | Ide Schelling (NED)       | DNF-5              |
| 97                 | Frederik Wandahl (DEN)    | 74è                |

| EF Education-EasyPost EFE | EF Education-EasyPost EFE       | EF Education-EasyPost EFE |
| ------------------------- | ------------------------------- | ------------------------- |
| Núm                       | Ciclista                        | Pos                       |
| 101                       | Andrey Amador Bikkazakova (CRC) | 26è                       |
| 102                       | Mikkel Frølich Honoré (DEN)     | 45è                       |
| 103                       | Owain Doull (GBR)               | 19è                       |
| 104                       | Thomas Scully (NZL)             | 109è                      |
| 105                       | Jens Keukeleire (BEL)           | 40è                       |
| 106                       | Jonas Rutsch (GER)              | 20è                       |
| 107                       | Łukasz Wiśniowski (POL)         | 88è                       |

| AG2R Citroën Team ACT | AG2R Citroën Team ACT   | AG2R Citroën Team ACT |
| --------------------- | ----------------------- | --------------------- |
| Núm                   | Ciclista                | Pos                   |
| 111                   | Greg Van Avermaet (BEL) | 22è                   |
| 112                   | Stan Dewulf (BEL)       | 16è                   |
| 113                   | Pierre Gautherat (FRA)  | DNF-4                 |
| 114                   | Lawrence Naesen (BEL)   | 86è                   |
| 115                   | Oliver Naesen (BEL)     | 30è                   |
| 116                   | Bastien Tronchon (FRA)  | DNF-5                 |
| 117                   | Michael Schär (SUI)     | NP-5                  |

| Cofidis COF | Cofidis COF              | Cofidis COF |
| ----------- | ------------------------ | ----------- |
| Núm         | Ciclista                 | Pos         |
| 121         | Piet Allegaert (BEL)     | 41è         |
| 122         | Alexandre Delettre (FRA) | 91è         |
| 123         | Eddy Finé (FRA)          | 123è        |
| 124         | Christophe Noppe (BEL)   | 100è        |
| 125         | Alexis Renard (FRA)      | 68è         |
| 126         | Jelle Wallays (BEL)      | 104è        |
| 127         | Axel Zingle (FRA)        | 8è          |

| Astana Qazaqstan Team AST | Astana Qazaqstan Team AST | Astana Qazaqstan Team AST |
| ------------------------- | ------------------------- | ------------------------- |
| Núm                       | Ciclista                  | Pos                       |
| 131                       | Cees Bol (NED)            | NP-3                      |
| 132                       | Gleb Brussenskiy (KAZ)    | 118è                      |
| 133                       | Ievgueni Guiditx (KAZ)    | 110è                      |
| 134                       | Davide Martinelli (ITA)   | 112è                      |
| 135                       | Gianni Moscon (ITA)       | 57è                       |
| 136                       | Gleb Syrica               | 95è                       |
| 137                       | Dmitri Grúzdev (KAZ)      | 90è                       |

| Groupama-FDJ GFC | Groupama-FDJ GFC              | Groupama-FDJ GFC |
| ---------------- | ----------------------------- | ---------------- |
| Núm              | Ciclista                      | Pos              |
| 141              | Valentin Madouas (FRA) (ruta) | 34è              |
| 142              | Kevin Geniets (LUX)           | 119è             |
| 143              | Olivier Le Gac (FRA)          | 51è              |
| 144              | Laurence Pithie (NZL)         | 77è              |
| 145              | Miles Scotson (AUS)           | NP-5             |
| 146              | Jake Stewart (GBR)            | 63è              |
| 147              | Lars van den Berg (NED)       | 75è              |

| Movistar Team MOV | Movistar Team MOV                 | Movistar Team MOV |
| ----------------- | --------------------------------- | ----------------- |
| Núm               | Ciclista                          | Pos               |
| 151               | Vinicius Rangel Costa (BRA)       | 125è              |
| 152               | Gorka Izagirre Insausti (ESP)     | 56è               |
| 153               | Johan Jacobs (SUI)                | 32è               |
| 154               | Mathias Norsgaard Jørgensen (DEN) | 53è               |
| 155               | Lluís Mas Bonet (ESP)             | NP-2              |
| 156               | Albert Torres Barceló (ESP)       | DNF-3             |
| 157               | Max Kanter (GER)                  | 46è               |

| Arkéa-Samsic ARK | Arkéa-Samsic ARK      | Arkéa-Samsic ARK |
| ---------------- | --------------------- | ---------------- |
| Núm              | Ciclista              | Pos              |
| 161              | Jenthe Biermans (BEL) | NP-4             |
| 162              | Arnaud Démare (FRA)   | 70è              |
| 163              | Donavan Grondin (FRA) | 127è             |
| 164              | Matis Louvel (FRA)    | 21è              |
| 165              | Daniel McLay (GBR)    | 111è             |
| 166              | Alan Riou (FRA)       | 121è             |
| 167              | Clément Russo (FRA)   | 82è              |

| Team DSM-Firmenich DSM | Team DSM-Firmenich DSM    | Team DSM-Firmenich DSM |
| ---------------------- | ------------------------- | ---------------------- |
| Núm                    | Ciclista                  | Pos                    |
| 171                    | Pavel Bittner (CZE)       | 115è                   |
| 172                    | John Degenkolb (GER)      | 37è                    |
| 173                    | Alexander Edmondson (AUS) | 105è                   |
| 174                    | Nils Eekhoff (NED)        | 23è                    |
| 175                    | Niklas Märkl (GER)        | 78è                    |
| 176                    | Casper van Uden (NED)     | 61è                    |
| 177                    | Sam Welsford (AUS)        | 94è                    |

| Team Jayco AlUla JAY | Team Jayco AlUla JAY        | Team Jayco AlUla JAY |
| -------------------- | --------------------------- | -------------------- |
| Núm                  | Ciclista                    | Pos                  |
| 181                  | Luke Durbridge (AUS)        | 47è                  |
| 182                  | Dylan Groenewegen (NED)     | 67è                  |
| 183                  | Amund Grøndahl Jansen (NOR) | DNF-5                |
| 184                  | Zdeněk Štybar (CZE)         | 52è                  |
| 185                  | Blake Quick (AUS)           | NP-5                 |
| 186                  | Elmar Reinders (NED)        | 59è                  |
| 187                  | Campbell Stewart (NZL)      | 42è                  |

| Israel-Premier Tech IPT | Israel-Premier Tech IPT     | Israel-Premier Tech IPT |
| ----------------------- | --------------------------- | ----------------------- |
| Núm                     | Ciclista                    | Pos                     |
| 191                     | Guillaume Boivin (CAN)      | DNF-5                   |
| 192                     | Derek Gee (CAN) (crono)     | 72è                     |
| 193                     | Omer Goldstein (ISR)        | DNF-3                   |
| 194                     | Itamar Einhorn (ISR) (ruta) | 102è                    |
| 195                     | Giacomo Nizzolo (ITA)       | 24è                     |
| 196                     | Jens Reynders (BEL)         | 31è                     |
| 197                     | Tom Van Asbroeck (BEL)      | 39è                     |

| Bingoal WB BWB | Bingoal WB BWB                 | Bingoal WB BWB |
| -------------- | ------------------------------ | -------------- |
| Núm            | Ciclista                       | Pos            |
| 201            | Ceriel Desal (BEL)             | 85è            |
| 202            | Karl Patrick Lauk (EST) (ruta) | 103è           |
| 203            | Matteo Malucelli (ITA)         | 106è           |
| 204            | Ludovic Robeet (BEL)           | 122è           |
| 205            | Luca Van Boven (BEL)           | 44è            |
| 206            | Nathan Vandepitte (FRA)        | 120è           |
| 207            | Kenneth Van Rooy (BEL)         | NP-2           |

| Team Flanders-Baloise TFB | Team Flanders-Baloise TFB | Team Flanders-Baloise TFB |
| ------------------------- | ------------------------- | ------------------------- |
| Núm                       | Ciclista                  | Pos                       |
| 211                       | Jenno Berckmoes (BEL)     | NP-5                      |
| 212                       | Kamiel Bonneu (BEL)       | 83è                       |
| 213                       | Vito Braet (BEL)          | 87è                       |
| 214                       | Alex Colman (BEL)         | 58è                       |
| 215                       | Sander De Pestel (BEL)    | NP-3                      |
| 216                       | Milan Fretin (BEL)        | 89è                       |
| 217                       | Aaron Van Poucke (BEL)    | 124è                      |